# Collotheca ambigua
Collotheca ambigua är en hjuldjursart som först beskrevs av Hudson 1883.  Collotheca ambigua ingår i släktet Collotheca och familjen Collothecidae. Inga underarter finns listade i Catalogue of Life.